# Julien Le Bozec
Julien Nonstad Le Bozec (30 giugno 1987) è un giocatore di calcio a 5 e calciatore norvegese, intermedio del Freidig e difensore del Kvik.

## Carriera

### Calcio a 5

#### Club
Le Bozec ha militato nelle file del Nidaros che nel 2015 è stato assorbito dai Pumas.

#### Nazionale
Ha rappresentato la Nazionale norvegese affiliata alla AMF.

### Calcio
Le Bozec ha giocato nelle giovanili dello Steinkjer. È successivamente passato al Byafossen, per poi accordarsi con lo NTNUI a partire dal 2007. Dal 2012 al 2015 è stato in forza all'Innherred, contribuendo anche alla promozione in 4. divisjon della squadra. Ha totalizzato 53 presenze e 9 reti con questa maglia. Nel 2016 è passato al Kvik.

## Statistiche

### Presenze e reti nei club (calcio a 5)
Statistiche aggiornate al 4 marzo 2016.
| Stagione       | Club           | Campionato     | Campionato | Campionato | Coppe nazionali | Coppe nazionali | Coppe nazionali | Coppe continentali | Coppe continentali | Coppe continentali | Supercoppe | Supercoppe | Supercoppe | Totale | Totale |
| Stagione       | Club           | Comp           | Pres       | Reti       | Comp            | Pres            | Reti            | Comp               | Pres               | Reti               | Comp       | Pres       | Reti       | Pres   | Reti   |
| -------------- | -------------- | -------------- | ---------- | ---------- | --------------- | --------------- | --------------- | ------------------ | ------------------ | ------------------ | ---------- | ---------- | ---------- | ------ | ------ |
| 2011-2012      | Nidaros        | ES             | ?          | ?          | -               | -               | -               | -                  | -                  | -                  | -          | -          | -          | ?      | ?      |
| 2012-2013      | Nidaros        | ES             | ?          | ?          | -               | -               | -               | -                  | -                  | -                  | -          | -          | -          | ?      | ?      |
| 2013-2014      | Nidaros        | ES             | ?          | ?          | -               | -               | -               | -                  | -                  | -                  | -          | -          | -          | ?      | ?      |
| 2014-2015      | Nidaros        | ES             | ?          | ?          | -               | -               | -               | -                  | -                  | -                  | -          | -          | -          | ?      | ?      |
| Totale Nidaros | Totale Nidaros | Totale Nidaros | ?          | ?          |                 | -               | -               |                    | -                  | -                  |            | -          | -          | ?      | ?      |
| 2015-2016      | Pumas          | ES             | ?          | ?          | -               | -               | -               | -                  | -                  | -                  | -          | -          | -          | ?      | ?      |
| Totale         | Totale         | Totale         | ?          | ?          |                 | -               | -               |                    | -                  | -                  |            | -          | -          | ?      | ?      |

### Presenze e reti nei club (calcio)
Statistiche aggiornate al 31 marzo 2017.
| Stagione         | Club             | Campionato       | Campionato | Campionato | Coppe nazionali | Coppe nazionali | Coppe nazionali | Coppe continentali | Coppe continentali | Coppe continentali | Supercoppe | Supercoppe | Supercoppe | Totale | Totale |
| Stagione         | Club             | Comp             | Pres       | Reti       | Comp            | Pres            | Reti            | Comp               | Pres               | Reti               | Comp       | Pres       | Reti       | Pres   | Reti   |
| ---------------- | ---------------- | ---------------- | ---------- | ---------- | --------------- | --------------- | --------------- | ------------------ | ------------------ | ------------------ | ---------- | ---------- | ---------- | ------ | ------ |
| 2007             | NTNUI            | 3D               | ?          | ?          | CN              | ?               | ?               | -                  | -                  | -                  | -          | -          | -          | ?      | ?      |
| 2008             | NTNUI            | 3D               | ?          | ?          | CN              | ?               | ?               | -                  | -                  | -                  | -          | -          | -          | ?      | ?      |
| 2009             | NTNUI            | 3D               | ?          | ?          | CN              | ?               | ?               | -                  | -                  | -                  | -          | -          | -          | ?      | ?      |
| 2010             | NTNUI            | 3D               | ?          | ?          | CN              | ?               | ?               | -                  | -                  | -                  | -          | -          | -          | ?      | ?      |
| 2011             | NTNUI            | 3D               | ?          | ?          | CN              | ?               | ?               | -                  | -                  | -                  | -          | -          | -          | ?      | ?      |
| Totale NTNUI     | Totale NTNUI     | Totale NTNUI     | ?          | ?          |                 | ?               | ?               |                    | -                  | -                  |            | -          | -          | ?      | ?      |
| 2012             | Innherred        | 5D               | 3          | 1          | CN              | -               | -               | -                  | -                  | -                  | -          | -          | -          | 3      | 1      |
| 2013             | Innherred        | 4D               | 12         | 0          | CN              | -               | -               | -                  | -                  | -                  | -          | -          | -          | 12     | 0      |
| 2014             | Innherred        | 4D               | 19         | 2          | CN              | -               | -               | -                  | -                  | -                  | -          | -          | -          | 19     | 2      |
| 2015             | Innherred        | 4D               | 19         | 6          | CN              | -               | -               | -                  | -                  | -                  | -          | -          | -          | 19     | 6      |
| Totale Innherred | Totale Innherred | Totale Innherred | 53         | 9          |                 | -               | -               |                    | -                  | -                  |            | -          | -          | 53     | 9      |
| 2016             | Kvik             | 4D               | 15         | 7          | CN              | 0               | 0               | -                  | -                  | -                  | -          | -          | -          | 15     | 7      |
| 2017             | Kvik             | 4D               | 0          | 0          | CN              | 1               | 0               | -                  | -                  | -                  | -          | -          | -          | 1      | 0      |
| Totale Kvik      | Totale Kvik      | Totale Kvik      | 15         | 7          |                 | 1               | 0               |                    | -                  | -                  |            | -          | -          | 16     | 7      |
| Totale           | Totale           | Totale           | 38+        | 8+         |                 | 1+              | 0+              |                    | -                  | -                  |            | -          | -          | 39+    | 8+     |